# Marché public au Rwanda
 (janvier 2016).
- Si vous ne connaissez pas le sujet, laissez ce bandeau (vous pouvez alors contacter les auteurs).
- Si vous supprimez le contenu mis en cause (vous pouvez préalablement contacter les auteurs),

argumentez précisément cette suppression dans la page de discussion
(un manque de référence n'est pas un argument ; une recherche réelle de référence doit avoir été effectuée, être formellement documentée).
 (janvier 2016).
Si vous disposez d'ouvrages ou d'articles de référence ou si vous connaissez des sites web de qualité traitant du thème abordé ici, merci de compléter l'article en donnant les références utiles à sa vérifiabilité et en les liant à la section « Notes et références ».
Le marché public au Rwanda était régi par le décret du 25 février 1959 relatif aux marchés de travaux, de fournitures et de transport pendant et après la période coloniale et l'arrêté royal du 26 juin 1959 relatif aux marchés publics de travaux, de fournitures et de transports comme mesures d'exécution. 
Ces instruments juridiques s'appliquaient sur le territoire du Congo belge et du Ruanda-Urundi (anciennes colonies de la Belgique dans la région des Grands Lacs). Dans cette philosophie de régulation des marchés publics, en 1976 à travers l'arrêté présidentiel no 136/05 du 23 septembre 1976, un Conseil des adjudications de la République Rwandaise a été organisé modifié par arrêté présidentiel no 99/10 du 20 avril 1979.

## Explications
La politique des marchés publics au Rwanda actuellement[évasif] a pour instrument légal de base, la loi no 12/2007 du 27 mars 2007 relative aux marchés publics (publiée dans un Journal officiel de la République du Rwanda, no 8 du 15 avril 2007). Toutefois, avant l'entrée en vigueur de cette loi, les marchés publics étaient sous la régulation de l'arrêté présidentiel no 28/01 du 19 juillet 2004 portant procédure de passation de marchés publics (publié dans un Journal officiel de la République du Rwanda, numéro spécial du 8 septembre 2004). Cette loi de 2007 a remplacé ledit arrêté présidentiel après la réforme dans la gestion des finances publiques lancée par le gouvernement Rwandais. La partie des marchés publics était un élément important lors de la réforme. 
D'importantes améliorations ont été faites dans cette nouvelle loi qui a pour mesure d'exécution l'arrêté ministériel no 001/08/10min du 15 janvier 2008 portant réglementation des marchés publics et dossiers d'appels d'offres types. Ces deux textes sont aujourd'hui en cours de modifications selon les procédures légales. À part cette structure légale (legal framework) qui comprend aussi la loi no 25/2011 du 30 juin 2011 portant création de l'office Rwandais des marchés publics (Rwanda Public Procurement Authority- RPPA en sigle) et déterminant sa mission, son organisation et son fonctionnement, l'instruction ministérielle no 001/11/10/TC du 24 janvier 2011 établissant le code d'éthique professionnelle des agents chargés des marchés publics, d'autre Instructions et Circulaires, voyons ici-bas la structure institutionnelle des marchés publics au Rwanda, des différentes méthodes utilisées dans la passation des marchés publics et les types de marchés publics selon la législation rwandaise.

### Activités d’attribution des marchés publics
En haut se trouve l'office Rwandais des marchés publics communément connu comme Rwanda Public Procurement Authority (RPPA). Cet organe est chargé de la régulation de la politique des marchés publics. Il est doté de la personnalité juridique et de l'autonomie financière et administrative. Parmi ses missions se trouvent également le contrôle des activités d'attribution et d'exécution des marchés publics, la promotion du professionnalisme du personnel intervenant dans les marchés publics, la sensibilisation du public sur les questions liées aux marchés publics, l'établissement et la publication de la liste des soumissionnaires suspendus ou exclus de la participation aux marchés publics, la mise en place des dossiers types d'appel d'offres (DAO types), les formats de rapports d'analyses des offres et d'autres documents types utilisés par les entités de passation de marchés publics. Cet organe régulateur a parmi ses pouvoirs celui de suspendre, sur demande ou de sa propre initiative et conformément à la loi relative aux marchés publics, le processus d'évaluation ou d'attribution d'un marché public afin de réaliser une enquête, faire des enquêtes au sein de toute entité régie par la loi relative aux marchés publics et se faire, en cas de besoin, remettre les copies de documents liés aux marchés publics. Pour s'assurer de l'indépendance, de la transparence et de l'applicabilité des autres principes fondamentaux régissant la passation des marchés publics au Rwanda, les membres des organes de direction et le personnel du RPPA transmettent leur déclaration des biens à l'office de l'ombudsman (Article 12 de la loi susmentionnée portant création du RPPA). Le RPPA est supervisé par le Ministère des finances et de la planification économique, qui a les marchés publics dans ses attributions.
Les entités de passation de marchés publics (les organes de l'Administration Centrale, les entités décentralisées, les établissements publics, les commissions, les projets du gouvernement, les établissements para-étatiques, les agences ou toute institution spécialisée procédant à la passation du marché et à la conclusion du contrat avec l'attributaire-article premier, 14, de la loi no 12/2007 du 27 mars 2007 relative aux marchés publics, Journal officiel de la République du Rwanda, no 8 du 15 avril 2007)[incompréhensible].
Pour les entités à grand nombre du personnel (big institutions), il y a l'unité de passation des marchés publics. Néanmoins, pour des petites entités qui ne nécessitent pas beaucoup d'unités, cette unité est ignorée mais cela n'empêche qu'il y ait la gestion des procédures de passation des marchés publics.
Le Comité de passation de marchés publics est obligatoire bien pour les grandes que les petites entités. C'est ce comité qui s'occupe des activités, des procédures de passation des marchés publics jusqu'à la conclusion du contrat. Sa nomination, composition, responsabilités, fonctionnement, se trouvent dans l'arrêté ministériel no 001/08/10/MIN du 15 janvier 2008 indiqué en haut. À part ses organes de passation des marchés publics, il y a aussi les organes de recours pour les soumissionnaires non satisfaits des décisions prises.

### Organes de recours
En premier lieu, le soumissionnaire qui se sent lésé d'une décision d'une entité quelconque fait le recours à l'autorité ayant pris la décision attaquée. Une fois n'est pas satisfait de la réponse ou s'il n'est pas répondu, le soumissionnaire continue avec d'autres voies de recours.
Le comité indépendant de recours au niveau du District. Cet organe reçoit des recours contre des décisions prises par le District comme une entité de passation des marchés publics. Pour des décisions prises par des entités autres que les Districts, après le recours devant cette entité l'organe suivant n'est pas le comité indépendant de recours au niveau de District. Il y en a plutôt un autre organe.
Le comité indépendant de recours au niveau national. Cet organe reçoit au deuxième degré des recours venant de comités indépendants de recours au niveau de District. Il reçoit aussi au premier degré des recours venant des soumissionnaires non satisfaits des réponses données par des entités autres que les Districts.
Il faut noter que les décisions du comité indépendant de recours au niveau national sont définitives. Ce n'est que les tribunaux qui doivent être saisis.

## Types de marchés publics
Au Rwanda, il y a des marchés publics de :
- Fournitures ;
- Travaux ;
- Services (qui sont soit des services ordinaires soit des consultances).

## Différentes méthodes utilisées dans la passation de marchés publics
À l'instar de la loi no 12/2007 du 27 mars 2007 relative au marché public et de l'arrêté ministériel no 001/08/10/MIN la 15 janvier 2008 portante réglementation des marchés publics et dossiers d'appel d'offres types, au Rwanda il y a :
- L'appel d'offres ouvert national (national open competetive bidding). Il est important de mentionner que même les soumissionnaires internationaux qui le désirent participent dans l'appel d'offres national.
- L'appel d'offres ouvert international (international open competitive bidding). L'appel d'offres est qualifié international si le marché a une valeur de plus d'un milliard deux cents millions de francs rwandais (< 1 200 000 000 frw) pour les travaux, six cents millions de francs Rwandais (< 600 000 000 frw) pour les fournitures et services ordinaires ainsi que cent millions de francs Rwandais (< 100 000 000 frw) pour les services de consultances. Toutefois, selon sa nature ou sa complexité, tout marché peut être international, peu importe sa taille.
- L'appel d'offres restreint (restricted tendering). Cette méthode est utilisée lorsque les soumissionnaires invités sont ceux qui se trouvent sur une liste des pré-qualifiés. Dans les marchés publics à caractère national, cette méthode est utilisée pour ceux avec une valeur de moins de cinq millions de francs Rwandais (> 5 000 000 frw).
- La demande de cotation/sollicitation des prix. Cette méthode est utilisée pour les marchés publics ayant des spécifications standards, disponibles sur le marché et dont la valeur n'excède pas un million de francs Rwandais (1 000 000 frw).
- L'entente directe gré à gré. Cette méthode est utilisée dans des cas comme de force majeure, de monopole, des faits dont la valeur supplémentaire n'excédant pas 20 % des dépenses du marché principal
- Régie. Cette méthode est utilisée si le marché est exécuté par le personnel propre de l'état en utilisant aussi les équipements de l'état. Les cas dans lesquels elle est utilisée sont spécifiés par la loi relative aux marchés publics;Participation communautaire. Cette méthode est utilisée dans des cas où la population bénéficiaire peut participer à la livraison des services dans les marchés publics, s'il est établie que cette méthode contribuera à l'économie, à la création de l'emploi ainsi qu'à la participation active des populations bénéficiaires. Dans ce cas, la valeur du marché ne doit pas dépasser vingt millions francs Rwandais (20 000 000 frw);

Les principes fondamentaux régissant les marchés publics au Rwanda sont :
- La transparence ;
- La concurrence ;
- L'économie ;
- L'efficience ;
- L'équité ;
- La responsabilité.